# Solid Base
Solid Base – szwedzka grupa muzyczna tworząca muzykę eurodance i happy hardcore, założona w 1991. Zespół tworzą raper Thomas Nordin znany jako Teo T i wokalistka Isabelle Heitman.
Thomas Nordin urodził się w Szwecji w 1971, jednak dzieciństwo spędził w Arabii Saudyjskiej, Afryce i w Indonezji. Po przyjeździe do Sztokholmu pracował jako DJ i producent do czasu kiedy poznał Mattiasa Eliassona i Jonasa Erikssona. Wtedy to wpadli na pomysł utworzenia grupy muzycznej, którą nazwali Solid Base. Wiele nocy spędzali na komponowaniu i aranżowaniu utworów, ale brakowało im jednego elementu, żeńskiego wokalu, aby ich wizja zespołu mogła się dopełnić.
Isabelle Heitman urodziła się w Oslo w Norwegii w 1972. Już od dzieciństwa jej pasją był śpiew, taniec i występy na scenie. Duże wsparcie w tym, co robi, miała ze strony rodziców, którzy przebywali w kręgach muzycznych, śpiewając w znanym norweskim zespole muzycznym.
W wieku 10 lat przeprowadziła się z rodziną do Göteborg w Szwecji, gdzie w wieku 14 lat rozpoczęła naukę w szkole Stage School. Tam kilka lat później zdała egzaminy z muzyki poważnej i przeniosła się do Sztokholmu gdzie kontynuowała swoją edukację w znanej szkole Södra Latin. Swoje umiejętności doskonaliła na deskach teatru Apollo oraz biorąc udział w różnych konkursach mających wyłonić młode talenty muzyczne.
Pewnego dnia zadzwonił do niej producent Pat Reiniz z pytaniem czy nie zechciałaby śpiewać dla niego. Zgodziła się na propozycję i razem z grupą Cool James & Black Teacher rozpoczęli pracę nad albumem. W czasie pracy poznała Niclasa Lindberga, producenta grupy Snipers, od którego dowiedziała się o grupie Solid Base, do której twórcy szukają wokalistki. Zdecydowała się pójść na próbne nagranie. Udało jej się pokonać około 25 innych kandydatek i swoim talentem oczarowała Thomasa i producentów, którzy jak wspominają mieli gęsią skórkę kiedy Isabelle zaczynała śpiewać.
Od tamtej pory rozpoczęła się ich wielka współpraca, która zaowocowała w 1994 wydaniem pierwszego singla Together. Później wydali jeszcze kilka innych singli, a w 1996 pojawił się ich pierwszy album Finally, który został bardzo dobrze przyjęty w wielu krajach Europy.
Zespół nie został oficjalnie rozwiązany, jednak nie prowadzi już działalności. W 2006 roku Theo T został członkiem grupy Reset.

## Remiksy
Solid Base uczestniczyli w remiksowaniu kilku utworów znanych zespołów:
- Snipers – Fire (1994)
- SWAT – The Fly Is Dead (1994)
- Texmex – Crackcorn (1994)
- Waldo – It's About Time (1995)
- 2 In A Room – Giddy Up (1995)
- Activate – Save Me (1995)
- Lipstick – I'm A Raver (1995)
- Sonic Dream Collective – Oh, Baby All (1995)
- Sonic Dream Collective – Happy Tune (1996)
- Gala – Freed From Desire (1996)
- Sonic Dream Collective – I Wonder Why (1996)
- Sonic Dream Collective – Dig Deeper(1997)

## Dyskografia

### Single
- 1994 – Together
- 1994 – In Your Dreams
- 1994 – Dance To The Beat
- 1995 – Mirror, Mirror
- 1995 – Stars In The Night
- 1996 – You Never Know
- 1996 – Let It All Be Sunshine
- 1997 – All My Life
- 1997 – Fly To Be Free
- 1998 – Come'n Get Me
- 1998 – Sunny Holiday
- 1998 – Ticket To Fly
- 1998 - The Right Way
- 1999 – Once You Pop (You Can't Stop)
- 1999 – This Is How We Do It
- 2000 – Push It
- 2000 – Sha La Long
- 2000 – Come On Everybody
- 2001 – I Like It
- 2016 - Wet
- 2017 - We're Gona Rock it!

### Albumy
- 1996 – Finally
- 1998 – The Take Off
- 1999 – Express
- 2001 – Party Totale!
- 2002 – In Action
- 2002 – Greatest Hits
- 2004 – Greatest Hits (na DVD)